# PRTG
PRTG (или Paessler Router Traffic Grapher) — условно-бесплатная программа (пробный период — 30 дней, после чего ограничивается количество сенсоров), предназначенная для мониторинга использования сети, работает в семействе операционных систем Windows.
Возможности программы:
- сбор информации о потоках данных, проходящих через конкретные устройства, с сохранением её в базе данных программы;
- сбор данных через SNMP, Netflow и множество других протоколов;
- просмотр статистики в базе данных в виде графиков и таблиц;
- статистика переданных пакетов данных и времени пинга;
- просмотр результатов в режиме реального времени или за определенный промежуток времени в прошлом на разных устройствах;
- сбор данных о нагрузке на подсистемы памяти и процессор.

Вывод результатов возможен через собственный графический интерфейс программы или в интернет-браузере. Кроме того, в программу интегрирован веб-сервер, который позволяет получать данные с помощью удаленного подключения, а встроенная системы аутентификации позволяет следить за результатами в многопользовательском режиме.
После выхода версии 6.2.2.983/984 разработчик полностью перешёл на усовершенствование PRTG Network Monitor, который и стал преемником Paessler Router Traffic Grapher.